# انتشارات دانشگاه تگزاس
انتشارات دانشگاه تگزاس (به انگلیسی: University of Texas Press) یک انتشارات دانشگاهی است که بخشی از دانشگاه تگزاس در آستین است. این انتشارات در سال ۱۹۵۰ تأسیس شده و کتاب‌‌ها و ژورنال‌های دانشگاهی را در چندین زمینه از جمله؛ مطالعات آمریکای لاتین، تاریخ و فرهنگ تگزاس، مردم‌شناسی، مطالعات لاتین آمریکایی، مطالعات مردم بومی آمریکا، مطالعات آمریکایی‌های آفریقایی‌تبار، مطالعات فیلم و رسانه، مطالعات خاور نزدیک، خاور میانه کلاسیک و باستانی، تاریخ طبیعی، هنر و معماری منتشر می‌کند. این انتشارات همچنین کتاب‌ها و ژورنال‌های تجاری مرتبط با حوزه‌های موضوعی اصلی خود را منتشر می‌کند.  